# Astyanax unitaeniatus
Astyanax unitaeniatus är en fiskart som beskrevs av Garutti, 1998. Astyanax unitaeniatus ingår i släktet Astyanax och familjen Characidae. Inga underarter finns listade.